# Al-Haraki (Idlib)
Al-Haraki (arab. الحراكي) – miejscowość w Syrii, w muhafazie Idlib. W 2004 roku liczyła 1467 mieszkańców.